# End Zone
End Zone — российская метал-группа, созданная  Игорем Лобановым в 1993 году.

## История группы
По окончании спортивной карьеры Игорь «Кэш» Лобанов недолго играл в ряде грайндкоровых составов, но в начале 1993 года собрал группу Bequest, оперативно переименованную в End Zone с целью, по его собственным словам: «играть сложную экстремальную музыку в духе Cynic и поздних Death и Pestilence». Сократив до минимума концертные выступления, группа оттачивала студийную программу, записанную в форме альбома “First Bequest” в студии группы «Ария» в феврале 1995 года с продюсированием Игоря Лобанова и Евгения Трушина. Презентация альбома состоялась в мае на фестивале “Deathrider” в клубе «Вояж» в Отрадном и стала сенсацией – большинство слушателей впервые живьём, а не в записи услышали пресловутую «брутальщину для умных». Еще большей сенсацией стало издание “First Bequest” на CD усилиями фирмы MetalAgen / «Союз» в конце года. Этим альбомом в стиле техно-мелодик-дэт-трэш-метал группа обратила на себя внимание как любителей тяжелой музыки, так и профессиональных музыкантов. Лучшие треки альбома вошли в различные рок-сборники. Успех «First Bequest» укрепило и достойное выступление End Zone в 1996 г. на польском фестивале «Shack attack −7» в одной обойме с такими маститыми командами, как Vader и Cemetery of Scream.
Второй по счету инструментально-монументальный альбом под названием “Θάλαττα καί θανατος” (Thalatta Et Thanatos) включил в себя также интерпретации произведений Генделя, Чайковского и Грига и был записан вместе с новыми участниками: ударником Олегом Миловановым (экс-Paranoia, экс-Hellraiser и Мастер) и клавишником Александром Дроновым (Валькирия, Земляне, Мастер).  Этот альбом ещё более упрочил позиции End Zone на российской рок-сцене и закрепил за ним реноме серьёзного и профессионального коллектива, которому не чужды разного рода музыкальные эксперименты. Альбом вышел в 1996 году на польской фирме Morbid Noizz Productions и получил исключительно высокие оценки европейской профильной прессы и лестные сравнения с Mekong Delta – и в это же время группа становится одним из самых востребованных столичных коллективов в качестве разогрева звёзд тяжёлых стилей, от U.D.O. до  Paradise Lost.
Последней работой End Zone стал альбом “Eclectica” (1998, Spika Records), содержание которого идеально описывается его названием – в инструментарий группы оказалась включена и электрическая виолончель, а музыкальную составляющую коллектива стало решительно невозможно втиснуть в рамки симфонического прогрессив-трэша.
В альбом так же вошла «Хованщина» Мусоргского и кавер-версии Sepultura — «Refuse/Resist». Примерно в это же время в группе происходят кадровые перестановки: появляется новый барабанщик Андрей Ищенко (экс-Symbol) и басист Василий Дронов (Валькирия), вместе с которыми группа дала ряд концертов, в том числе выступив в Москве перед Slayer.
Затем последовала работа над новым демо-материалом и участие в трибьют-CD “A Tribute To Ария” (2001, Jet Noise Records) под именем проекта E-Zone с индустриальной кавер-версией «Воли и разума» и… тихий роспуск группы после работы Игоря Лобанова и Олега Мишина над проектами E-Zone, Endz One, «Моде-М» и «Модем». В конце концов Игорь окончательно остановил свой выбор на «Модеме», обратившимся в 2002 году в «СЛОТ», а Олег тогда же вошел в состав пауэр-металлистов Catharsis, где играет по сей день.

## Состав
- Игорь Лобанов — вокал, гитара (ныне в Слот)
- Олег Мишин — гитара, флейта (ныне в Catharsis)
- Роман Сенькин — бас-гитара (позднее также участник Scrambled Defuncts)
- Олег Милованов — ударные
- Александр Дронов — клавишные (ныне в Валькирия)

## Дискография
| Дата релиза | Название              |
| ----------- | --------------------- |
| 1995        | First Bequest         |
| 1996        | Thalatta et Thanathos |
| 1998        | Eclectica             |